# Vlastislav Toman
Vlastislav Toman (17. července 1929 Plzeň – 11. května 2022 Praha) byl český novinář, spisovatel dobrodružných knih a scenárista komiksů. V 60., 70. a 80. letech působil jako šéfredaktor časopisu ABC.

## Životopis
Křestní jméno dostal omylem od matrikáře – měl se jmenovat Vlastimil. Vystudoval v Plzni vyšší průmyslovou školu elektrotechnickou, kterou dokončil roku 1948, až po II. světové válce, během níž byl totálně nasazen. Po dokončení studia nastoupil jako konstruktér do plzeňské Škodovky, závod Doudlevce.
V roce 1948 se stal externím zpravodajem Mladé fronty v Plzni. Poprvé publikoval krátkou povídku v časopise Vpřed v roce 1948. V letech 1953–1956 byl kulturním redaktorem časopisu Rudá zástava. V roce 1956 pomáhal zakládat časopis ABC mladých techniků a přírodovědců a roku 1959 se stal jeho šéfredaktorem, kterým byl až do dosažení důchodového věku (roku 1991). ABC bylo za jeho působení největším časopisem pro mládež. Od roku 1994 řídil časopis pro mládež Kamarád. V roce 1999 zakládal časopis ZET 21.
Během svého života publikoval řadu dobrodružných i populárně naučných knih a scénářů komiksů, obvykle se sci-fi námětem. Tyto komiksy vycházely na pokračování v časopisu ABC, okrajově i jinde (Pionýrské noviny – Odesílatel neznámý). Věnoval se také popularizaci kosmonautiky a historii střelných zbraní.  Šest cyklů o mimozemšťanovi Kruanovi je vůbec nejdelším českým sci-fi komiksem, Strážci pak nejdelším klubovým komiksem po Rychlých šípech Jaroslava Foglara.
Byl členem Střediska západočeských spisovatelů, Obce spisovatelů ČR, Syndikátu novinářů ČR a Sdružení přátel Jaroslava Foglara. Žil v Praze.
Byl členem KSČ, do strany vstoupil po 2. světové válce z přesvědčení. V 90. letech psal pro komunistické Haló noviny.

## Ocenění
- cena ČSAV za nejlepší populárně vědecké práce v tisku, rozhlase a televizi (1974)[2]
- novinářská cena Jana Švermy za práci v tisku (1984)[2]
- Řád práce (1989)[2]
- Velmistr žánru, ocenění Aeronautilus za dlouholetou organizátorskou a tvůrčí práci, 12. Festival fantazie (2007)[2]
- cena Akademie science fiction, fantasy a hororu za rok 2007, za dlouholetou práci pro SF, na veletrhu Svět knihy (2008)[2]
- uvedení do Síně slávy Komiksfestu, (2008)[2]
- cena Muriel, 3. Komiksfest (2008)[2]
- ocenění Klíč k Fantazii za celoživotní literární tvorbu a redaktorskou práci pro děti a mládež několika generací, Pražská pobočka Sdružení přátel Jaroslava Foglara (SPJF), na tradičním setkání SPJF ve Sluneční zátoce na Sázavě, (20. června 2009)[2]
- Čestné uznání Ceny Bohumila Polana za rok 2008, za knihu povídek Třetí výprava (2009)[2]